# Бутусово (Тюменская область)
Бутусово — село в Ишимском районе Тюменской области России. Административный центр Бутусовского сельского поселения.

## История
До 1917 года входило в состав Карасульской волости Ишимского уезда Тюменской губернии. По данным на 1926 год посёлок Бутусовский состоял из 37 хозяйств. В административном отношении входил в состав Сибиряковского сельсовета Жиляковского района Ишимского округа Уральской области.

## Население
| 2010 |
| ---- |
| 356  |

По данным переписи 1926 года в посёлке проживало 197 человек (96 мужчин и 101 женщина), в том числе: русские составляли 68 % населения, поляки — 16 %.
Согласно результатам переписи 2002 года, в национальной структуре населения русские составляли 66 % из 472 чел.